# اريك هربرت
اريك هربرت (12 أغسطس 1908 - 14 أكتوبر 1963)  (بالإنجليزية: Eric Herbert)‏ هو لاعب كريكت بريطاني (وحمل سابقاً جنسية المملكة المتحدة لبريطانيا العظمى وأيرلندا).